# Hans-Werner Gessmann

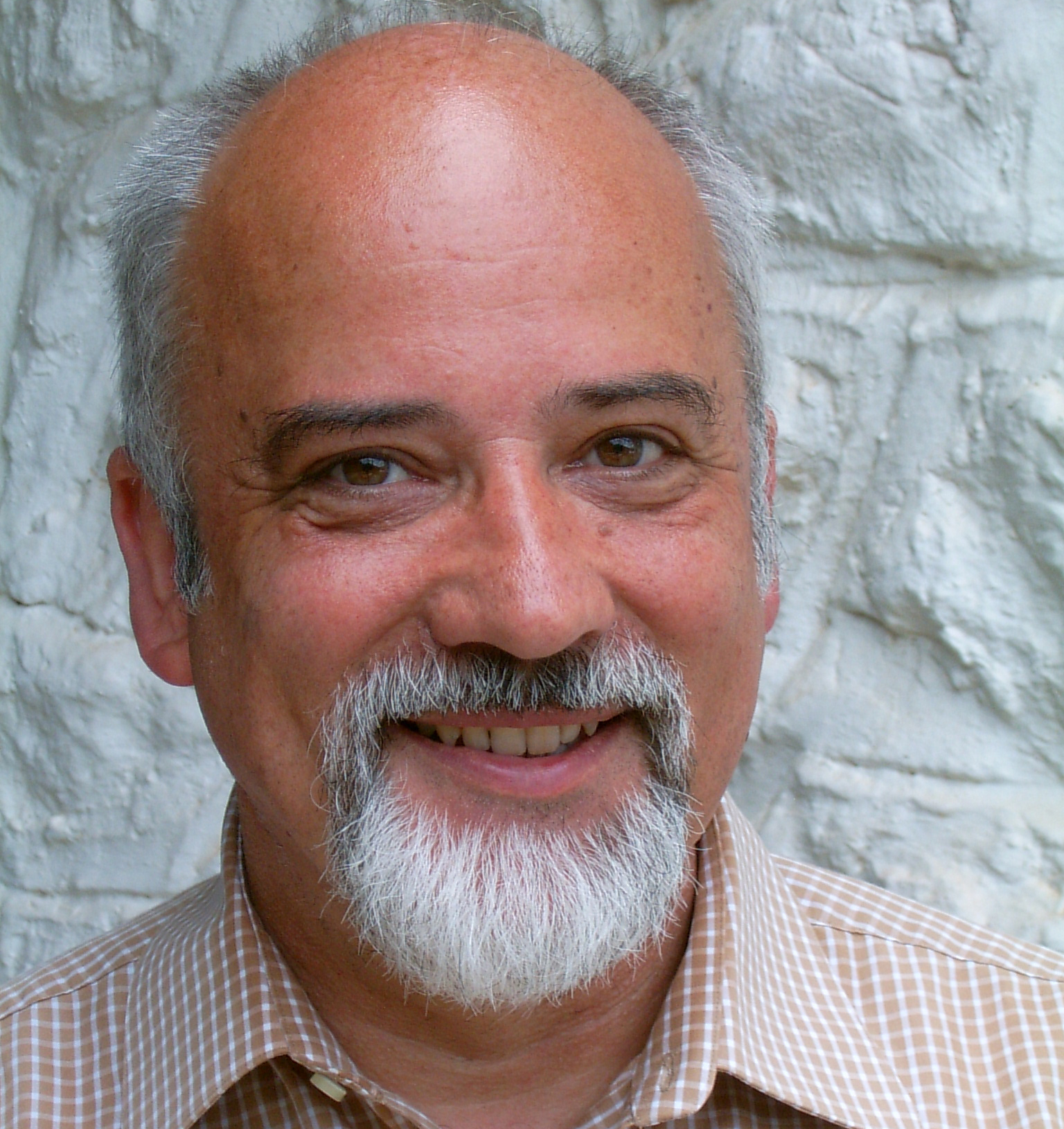
Hans-Werner Gessmann

Hans-Werner Gessmann (Duisburgo, Alemania; 24 de marzo en 1950) es un psicólogo y profesor universitario alemán en Rusia. Es el fundador de  la terapia de psicodrama humanística.

## Premios
- 2010: Premio a la comunicación internacional entre Rusia y Alemania[3]
- 2010: KSU Kostroma - Facultad de Psicología Social Honorario cátedra[4]
- 2011: Universidad Estatal de Nekrasov Kostroma profesorado honorario[5]
- 2014: Universidade Psicológica Paedagógica do Estado de Moscou: professor honorário da Universidade